# Sztankovics Anna
Sztankovics Anna (Budapest, 1996. január 10. –) ifjúsági olimpiai bronzérmes magyar úszó.

## Sportpályafutása
2009-ben, 13 évesen, rövid pályás magyar bajnok volt. A következő évben 50 méteres medencében is a legjobb magyarnak bizonyult. 2011-ben az ifjúsági Európa-bajnokságon 100 méter mellen arany, 50 méter mellen ezüstérmes lett. 200 méteren a hetedik helyen végzett. A vegyes váltóval 11. volt. A rövid pályás Európa-bajnokságon 50 méter mellen a 27., 100 méter mellen a 24., 200 méter mellen a 28., 400 méter vegyesen a 29. helyen végzett. 
A 2012-es úszó-Európa-bajnokságon 100 méter mellen 18. volt. 200 méter mellen 13. lett a selejtezőben. Az elődöntőben 12. volt. 50 méteren 18.-ként ért célba. Tagja volt a hatodik helyen végző vegyes váltónak. Az ifjúsági Európa-bajnokságon 50 méter mellen harmadik, , 100 méteren első, 200 méter mellen második volt. A vegyes váltóval ötödik helyen zártak. Az olimpián 100 méter mellen a 31., 200 méter mellen a 29. helyen végzett. Szerepelt a vegyes váltóban, amit kizártak a selejtezőben. A 2012-es rövid pályás Európa-bajnokságon 50 méter mellen a 10. helyen jutott az elődöntőbe, ahol 16. lett. 200 méter mellen a 19. helyen végzett. 100 méter mellen a 23. időt érte el.
A 2013-as junior világbajnokságon második helyen, országos csúccsal jutott az 50 m mell döntőjébe, ahol a hatodik helyezést szerezte meg. 100 m mellen 15. volt. 2013-as rövid pályás úszó-Európa-bajnokság 50 m mellen 36., 100 m mellen 29., 200 m mellen 22. helyezést ért el. A 4 × 50 méteres női vegyesváltóban 13. volt. 2014-ben a nankingi ifjúsági olimpiai játékokon 50 és 200 m mellúszásban bronzérmes lett. 100 méteren negyedik helyen végzett. A 2015-ös úszó-világbajnokságon 50 méteren 34., 100 méteren 32., 200 méteren 26. helyen végzett. A 2015-ös rövid pályás úszó-Európa-bajnokságon 50 méteren 28., 100 méteren 21., 200 méteren 20. helyen érkezett a célba.
A 2017-es budapesti világbajnokságon 100 méteres mellúszásban a 25., 50 méteres mellúszásban 27. helyen zárt. Az új országos csúcsot úszó 4 × 100 méteres vegyes váltóval 10. lett.
A 2019-es kvangdzsui világbajnokságon a 4 × 100 méteres vegyes váltó tagjaként olimpiai kvótát szerzett, 50 méter mellen 12. lett. A koronavírus-járvány miatt 2021 nyarára halasztott olimpiai játékokon, bár B-szintes idővel rendelkezett, a FINA döntése értelmében nem indulhatott.

## Magyar bajnokság

### 50 méteres medence
| 50 méter               | 2009 | 2010 | 2011 | 2012 | 2013 | 2014 | 2015 | 2016 | 2017 | 2018 | 2019 | 2020 | 2021 | 2022 | 2023 | 2024 |
| ---------------------- | ---- | ---- | ---- | ---- | ---- | ---- | ---- | ---- | ---- | ---- | ---- | ---- | ---- | ---- | ---- | ---- |
| 50 m gyors             |      |      |      |      |      |      |      |      |      |      |      |      |      | 3.   | 4.   | 3.   |
| 50 m mell              |      | 3.   | 1.   | 1.   |      | 1.   | 2.   | 1.   | 4.   | 1.   | 1.   | 1.   | 2.   | 3.   | 2.   | 3.   |
| 100 m mell             |      | 1.   |      |      |      | 1.   |      | 1.   | 3.   | 1.   | 2.   | 4.   | 4.   | 6.   |      |      |
| 200 m mell             | 2.   | 2.   |      |      |      | 1.   | 1.   | 2.   |      |      |      |      |      |      |      |      |
| 4 × 100 m vegyes       |      | 1.   | 1.   | 1.   |      | 1.   |      |      |      |      |      |      |      |      |      |      |
| 4 × 100 m gyors (mix)  |      |      |      |      |      |      |      |      |      |      |      |      |      | 6.   |      |      |
| 4 × 100 m vegyes (mix) |      |      |      |      |      |      |      |      |      |      |      |      |      |      | 8.   |      |

## Rekordjai
50 m mell
- 31,30 (2013. augusztus 26., Dubaj) országos csúcs[12]
- 31,05 (2018. június 30., Budapest) országos csúcs[13]
- 31,04 (2021. május 22., Budapest) országos csúcs[14]

50 m mell rövid pálya
- 30,65 (2018. november 10., Százhalombatta) országos csúcs
- 30,59 (2018. november 10., Százhalombatta) országos csúcs[15]
- 30,41 (2021. november 14., Kaposvár) országos csúcs[16]

## Díjai, elismerései
- Az év utánpótláskorú sportolója választás harmadik helyezett (Héraklész) (2012)[17]